# Brown-Bicar
Brown-Bicar is een historisch Brits merk van motorfietsen.
De bedrijfsnaam was: J.F. Brown, Reading.
Dit was een kleine Engelse fabriek die vanaf 1907 enigszins vreemde 3 pk-eencilinder motorfietsen maakte, naast 5 pk-tweecilinders met JAP-motor. De machines waren voorzien van een soort stroomlijn, die de motor moest beschermen tegen stof en vocht. De verkoopcijfers bleven laag, ook in de Verenigde Staten, waar de machines als Midget Bicar in licentie geproduceerd werden. De productie eindigde in 1913.